# Allygianus gutturosa
Allygianus gutturosa är en insektsart som beskrevs av Ball 1910. Allygianus gutturosa ingår i släktet Allygianus och familjen dvärgstritar. Inga underarter finns listade i Catalogue of Life.